# Престон (Минесота)
Престон (енгл. Preston) град је у америчкој савезној држави Минесота.

## Демографија
По попису из 2010. године број становника је 1.325, што је 101 (-7,1%) становника мање него 2000. године.
| Група             | 2000.         | 2010.         |
| Белци             | 1.408 (98,7%) | 1.298 (98,0%) |
| Афроамериканци    | 2 (0,1%)      | 3 (0,2%)      |
| Азијати           | 2 (0,1%)      | 3 (0,2%)      |
| Хиспаноамериканци | 6 (0,4%)      | 8 (0,6%)      |
| Укупно            | 1.426         | 1.325         |